# Rumi Okubo
Rumi Okubo (大久保 瑠美, Ōkubo Rumi, nasceu em 27 de setembro de 1989) é uma dubladora japonesa associada à 81 Produce. Ela deu voz a personagens estrelados em muitos programas de anime, incluindo: Astolfo in Fate / Apocrypha, Ako Shirabe / Cure Muse em Suite PreCure, Suguri Kinoshita em Happy Kappy, Chinatsu Yoshikawa em YuruYuri, Tsumiki Miniwa in Place to Place, Yuzuko Nonohara em Yuyushiki, Mia Ageha em Pretty Rhythm: Dear My Future, Emilia Hermit in Hundred, Hinako Saijō em Long Riders! E Kotetsu em Tsugumomo. No 7º Seiyu Awards, ela ganhou um prêmio de Melhor Revelação Feminina.